# Nelson Mokwena
Nelson Mokwena (* 24. März 1989) ist ein ehemaliger deutscher Footballspieler.

## Laufbahn
Dem aus Wolfenbüttel stammenden Mokwena gelang 2009 der Sprung aus der Nachwuchsabteilung der Braunschweig Lions in die Herrenmannschaft. Die deutsche Meisterschaft errang mit den Löwen in den Jahren 2013 und 2014. Im Spieljahr 2015 pausierte der 1,94 Meter messende und 123 Kilogramm wiegende Verteidiger, zur Saison 2016 war er im Braunschweiger Aufgebot zurück und heimste gleich zwei weitere Titel ein: Deutscher Meister 2016 und Eurobowl-Sieger 2016. Anschließend schied er aus dem Braunschweiger Aufgebot. Ab Ende 2019 verstärkte er den Trainerstab von Braunschweigs U19-Mannschaft.

### Nationalmannschaft
Mit der deutschen Nationalmannschaft wurde Mokwena 2014 Europameister.